# Pałac w Radomierzycach
Barokowy pałac w Radomierzycach – zabytkowy pałac we wsi Radomierzyce w powiecie zgorzeleckim.
Monumentalny pałac wybudowany w 1728, jeden z najpiękniejszych na Górnych Łużycach.

## Historia
Budowę pałacu na sztucznej wyspie otoczonej podwójnym pierścieniem rzeki Nysy Łużyckiej rozpoczęto w 1713 roku na  polecenie Joachima Zygmunta von Ziegler-Klipphausen, polsko-saskiego szambelana króla Augusta II Mocnego. Początkowo miał zostać wybudowany tzw. zakład wychowawczy dla panien szlacheckiego pochodzenia. Projekt w 1710 roku wykonali: Johann Friedrich Karcher i Matthäus Daniel Pöppelmann. Budowa zakończyła się w 1722 roku a wykańczanie i dekoracja wnętrz trwała do 1730 roku.
Dzięki zakwaterowaniu króla Fryderyka Wielkiego w 1745 roku pałac zyskał sławę „Najpiękniejszego Pałacu Łużyc”.
Rezydencja była remontowana w 1856 roku oraz w latach 1875-1876. W 1945 roku pałac został zdewastowany i rozgrabiony. Następnie trafił w ręce Skarbu Państwa. Z biegiem lat był jednak zaniedbywany. Obecnie budowla jest własnością firmy Gerda i znajduje się w remoncie. Właściciel, Marek Głowacki zamierzał otworzyć tutaj hotel i centrum konferencyjne, ale zmarł w 2003 roku. 

## Architektura i wnętrze pałacu
Barokowy pałac zbudowano w kształcie zbliżonym do litery "H", z krótszymi skrzydłami bocznymi od strony południowej. W nich umieszczono m.in. dwubiegowe klatki schodowe. Na osi głównego holu w południowym ryzalicie znajduje się reprezentacyjna, trzybiegowa klatka schodowa. Obszerny hol podtrzymywały cztery filary, a w bocznych niszach umieszczono figury Pax, Concordii, Modestii i Constanti. Na pierwszym piętrze powstała okazała sala balowa zwana "Białą Salą", zajmująca dwie kondygnacje. Ściany ozdobiono pilastrami na wysokich cokołach. Dawniej znajdowały się w niej dwa kominki a na suficie bogato zdobiony plafon. Obok Sali Białej mieściły się reprezentacyjne apartamenty dla gości. 
W skrzydle wschodnim powstała jadalnia oraz pokoje głównej przełożonej. Ściany pokrywały bogate zdobienia sztukatorskie. W czasie budowy pałacu po stronie wschodniej i zachodniej założono park i ogród. Otoczono je murem oporowym w formie bastionu w narożnikach południowo-wschodnim oraz południowo-zachodnim. Po bokach pałacu zbudowano dwa pawilony m.in. dla gości, a w narożnikach północno-wschodnim i północno-zachodnim dwie piętrowe oficyny. 
Na teren pałacu prowadzą przez fosę dwa kamienne mosty z bramą zawierającą herb Joachima Zygmunta von Ziegler-Klipphausen.  Jego herb znajduje się również we frontonie wieńczącym ryzalit.

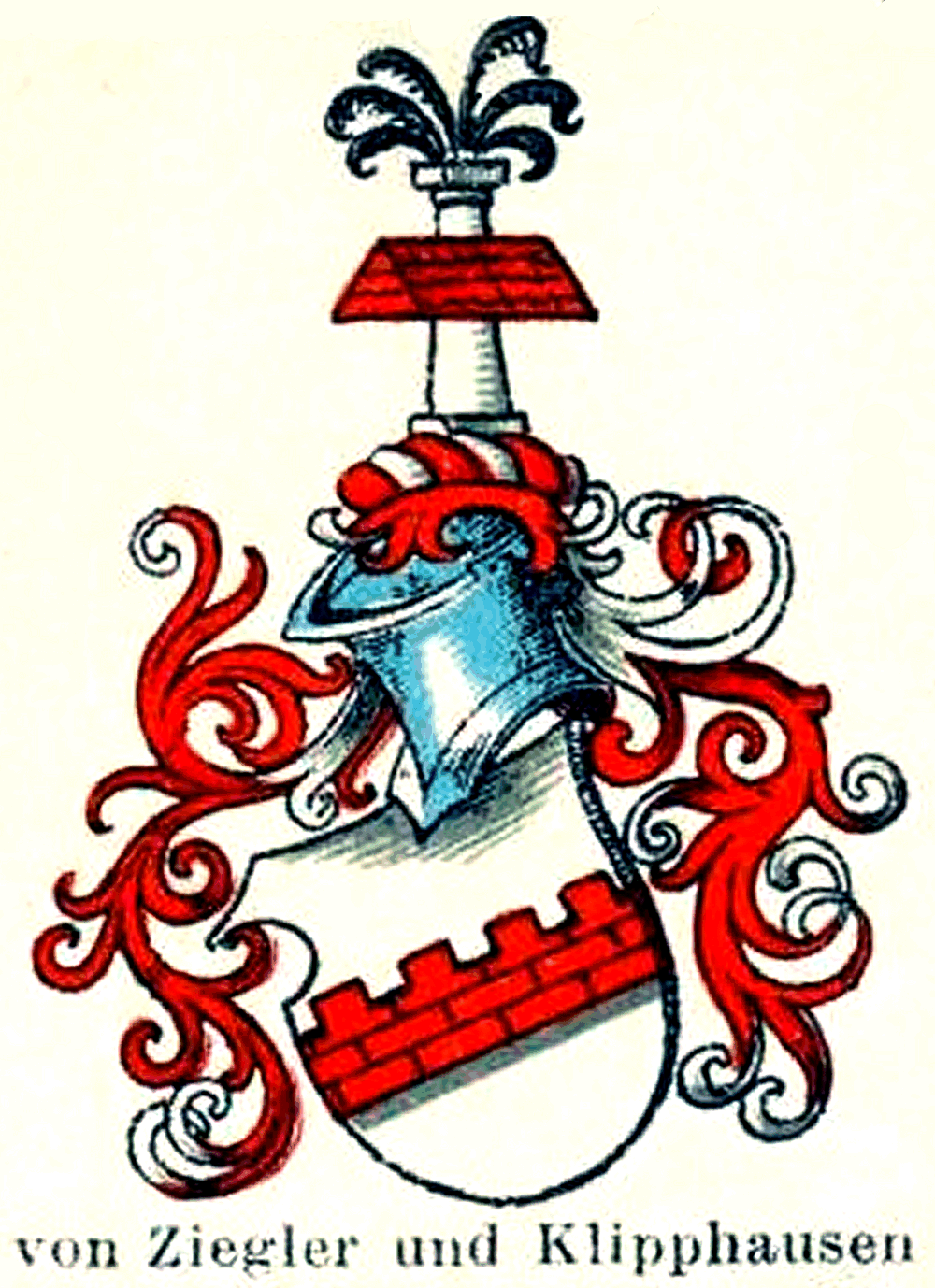
Herb Ziegler und Klipphausen